# Neo (artist)
Linus Josef Ingelsbo, med artistnamnet Neo, född 16 januari 1983 i Åsarp, är en svensk popartist som var med i Melodifestivalen 2010. Han tävlade med låten Human Frontier och gick vidare till Andra chansen där han blev utslagen i första duellen mot Kalle Moraeus och Orsa spelmäns "Underbart".
Han har därefter utbildat sig till fastighetsmäklare och varit programledare på P4 Skaraborg.

## Diskografi
Album
- 2008 – One
- 2010 – Human Frontier
- 2012 - Reborn

Singlar
- 2008 – You Make Me Feel Like Dancing
- 2009 – Flower Power Supergirl
- 2010 – Human Frontier
- 2011 – Underground
- 2011 – Toxicated Love
- 2012 - Fighting The Dark
- 2012 - Exclusive Love
- 2012 - Pushing Darkness
- 2025 - On a Mission